# スコピエ地方
座標: 北緯42度00分00秒 東経21度26分00秒 / 北緯42.0000度 東経21.4333度
スコピエ地方は北マケドニアの8つの地方の1つ。

## 概要
首都スコピエを含み、最多の人口を持つ地方である。
2014年の人口は約61.8万人。
北にコソボと接する。
国内では、ヴァルダル地方、ポロク地方、北東部地方、東部地方、南西部地方と接する。

## 民族

スコピエ地方の民族分布

## 自治体

スコピエ地方の自治体

スコピエ地方は8つの自治体に分かれる。
- スコピエ
- アラチノヴォ（英語版）
- チュチェル・サンデヴォ（英語版）
- イリンデン（英語版）
- ペトロヴェツ（英語版）
- ソピシュテ（英語版）
- ストゥデニチャニ（英語版）
- ゼレニコヴォ（英語版）